# سدیم مولیبدات
سدیم مولیبدات (به انگلیسی: Sodium molybdate) با فرمول شیمیایی Na۲MoO۴ یک ترکیب شیمیایی با شناسه پاب‌کم ۴۳۸۴۴۵۰ است. که جرم مولی آن 205.92 g/mol (anhydrous)
241.95 g/mol (dihydrate) می‌باشد. شکل ظاهری این ترکیب، پودر سفید است.